# Gay Games 1998

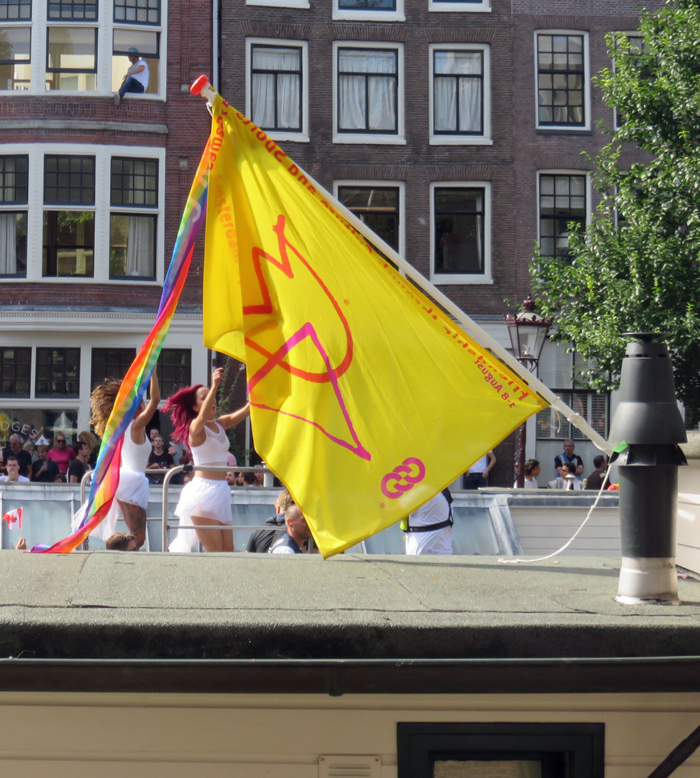
Vlag met het logo van de Gay Games uit 1998, hier tijdens de Canal Parade van 2017

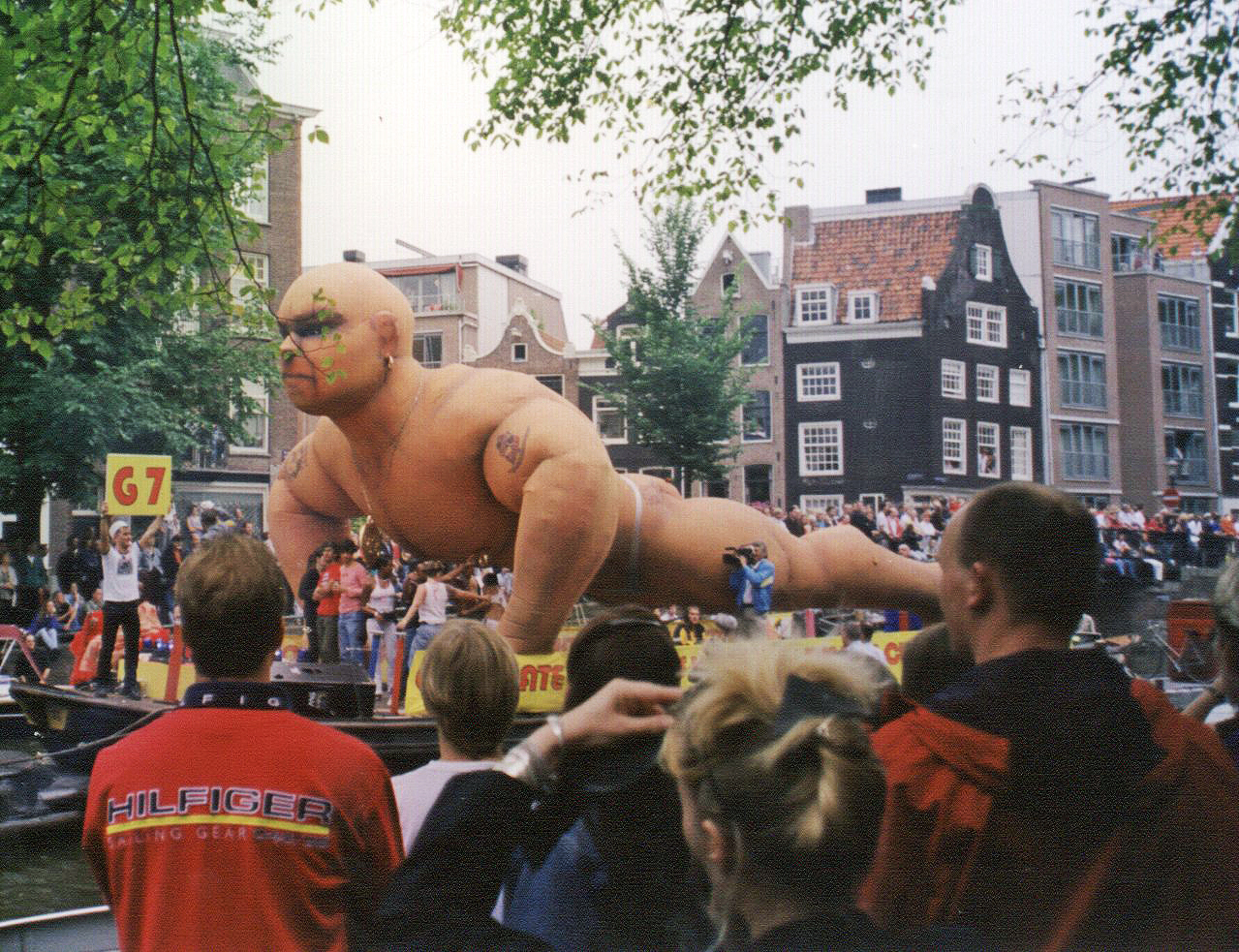
De Canal Parade voorafgaand aan de Gay Games van 1998. De meest spectaculaire bijdrage, een zichzelf na elke brug oppompende bodybuilder, was van de discotheek RoXY.

De Gay Games van 1998 waren de vijfde editie van dit evenement en vonden plaats in Amsterdam van 1 tot 8 augustus 1998 onder het motto Friendship through Culture and Sports. Het logo bestond uit een rode tulp en een roze driehoek op een gele achtergrond. Het was de eerste keer dat de Gay Games in Europa en buiten Amerika werden gehouden. 

## Algemeen
De openings- en sluitingsceremonie vonden plaats in de Amsterdam ArenA en werd door bijna 1 miljoen mensen op televisie gevolgd. De opening werd verricht door burgemeester Schelto Patijn. Voorafgaand aan de opening op 1 augustus vond de Canal Parade plaats, die dat jaar voor de derde maal werd gehouden.
Na afloop bleek het evenement met een miljoenentekort te kampen. De gemeente Amsterdam moest bijspringen en de directeur werd op non-actief gesteld. Het archief van Gay Games Amsterdam 1998 bevindt zich bij IHLIA LGBT Heritage.

## Sportprogramma

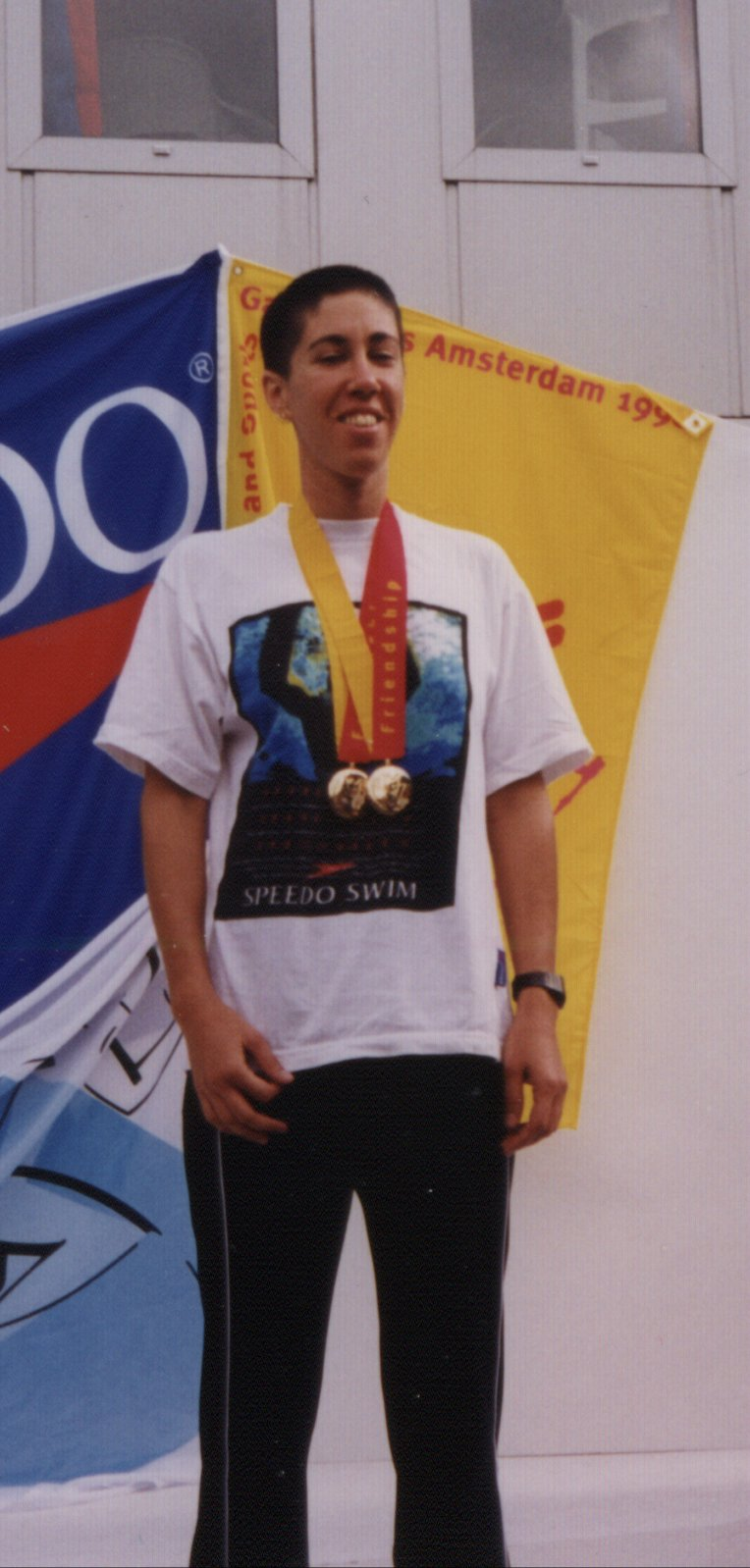
Medaillewinnaar op de Gay Games 1998.

Tijdens de Gay Games V deden zo'n 15.000 deelnemers uit de hele wereld aan 29 verschillende sportdisciplines mee. Er waren 13.038 geregistreerde deelnemers, hiervan waren er 11.949 sporters, die deelnamen aan 29 officiële sporten en 4 demonstratiesporten. Vrouwen maakten 42% uit van alle deelnemers, veel meer dan de voorgaande Gay Games. 

## Cultureel programma
De Gay Games in Amsterdam omvatten ook een cultureel festival, dat voor het eerst op gelijke voet stond met het sportprogramma. Het culturele deel omvatte onder meer 14 kunstprojecten, exposities in 30 galeries en musea, waaronder het Stedelijk Museum en het Rijksmuseum, 62 optredens in theaters, uiteenlopend van het kleine Plein Theater tot de Stadsschouwburg en drie fototentoonstellingen. Op het Korenfestival traden 100 koren op met een totaal aantal van 850 leden.
Voor het eerst was er ook een Gay and Lesbian Film Program dat op een groot openluchtscherm op de Nieuwmarkt werd vertoond. Aan deze culturele activiteiten, door 40.050 mensen bezocht, namen 1.089 deelnemers deel. Onder de naam AmsterDAM Nights waren er 's avonds op de Dam uiteenlopende optredens van homo en lesbische artiesten uit de hele wereld. Op zondag 2 augustus vond in de Oude Kerk een speciale viering plaats waar zo'n duizend mensen aan deelnamen.

## Cijfers

De Stopera versierd met banners van de Gay Games 1998 met het motto Friendship

Het herinneringsboek 8 Days of Friendship, Gay Games Amsterdam 1998 geeft de volgende cijfers over de Gay Games van 1998:
- 14.403 deelnemers uit 88 landen, waarvan 250 met "special needs", 2311 uit Nederland en 1131 uit Amsterdam
- 3500 vlaggen van banners van de Gay Games ter versiering van de stad
- 70.000 gratis condooms, gedoneerd door Durex
- 45 sponsors die samen 3,5 miljoen gulden doneerden
- 21 stichtingen en 15 subsidiegevers die 4 miljoen gulden bijdroegen
- 1000 geaccrediteerde media-vertegenwoordigers
- 712.550 bezoekers aan alle onderdelen van de Gay Games

Naar schatting waren er ongeveer 200.000 bezoekers uit de hele wereld. Dit was een recordaantal dat sindsdien niet meer is overtroffen. Ook waren de Gay Games van 1998 het grootste homo-evenement dat tot dan toe in Nederland was gehouden.